# Gerard Schoonebeek

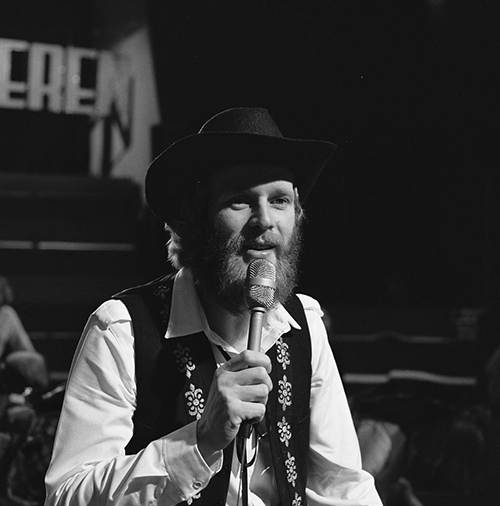
Gerard Schoonebeek in Op volle toeren in 1980

Gerard Schoonebeek (pseudoniem van Fokko Kunstman) is een Nederlands zanger.
Kunstman begon zijn carrière bij Hydra. Hiermee had hij succes met Marietje en Als het gras twee kontjes hoog is. In april 1980 nam hij het solonummer De lafaard van de stad op, een Nederlandstalige bewerking van Kenny Rogers' hit Coward of the County. Deze plaat werd in Nederland een radiohit in de destijds drie hitlijsten op de nationale publieke popzender Hilversum 3 en bereikte in het voorjaar van 1980 de 18e positie in de Nederlandse Top 40, de 22e positie in de Nationale Hitparade en de 37e positie in de TROS Top 50. 
In 2008 bracht Kunstman het album De twijfel voorbij uit.